# لیلو و استیچ ۲: مشکل استیچ
لیلو و استیچ ۲: مشکل استیچ (انگلیسی: Lilo & Stitch 2: Stitch Has a Glitch) فیلمی در ژانر کمدی-درام و علمی–تخیلی به کارگردانی تونی لئوندیس است که در سال ۲۰۰۵ منتشر شد.